# Palazzo della Banca d’Italia (Reggio Calabria)

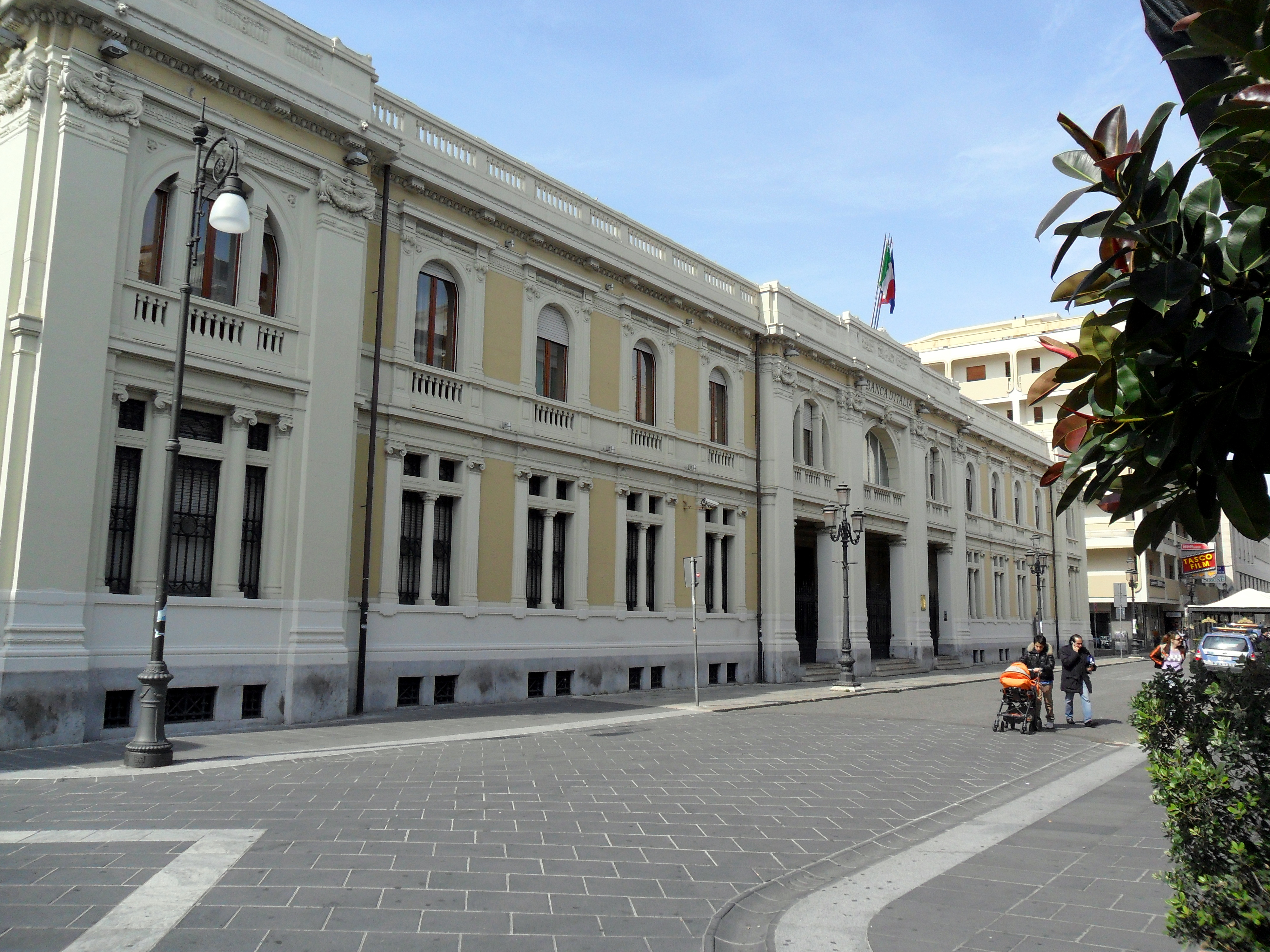
Palazzo della Banca d’Italia in Reggio Calabria, Hauptfassade

Der Palazzo della Banca d’Italia ist ein neoklassizistischer Palast aus den 1920er-Jahren im historischen Zentrum von Reggio Calabria in der italienischen Region Kalabrien. Das Gebäude füllt den gesamten Block zwischen dem Corso Giuseppe Garibaldi, der Via Biagio Camagna, der Via Pallamolla und der Via Zaleuco aus. Dort hat auch heute noch die Banca d’Italia ihren Sitz in der Stadt.

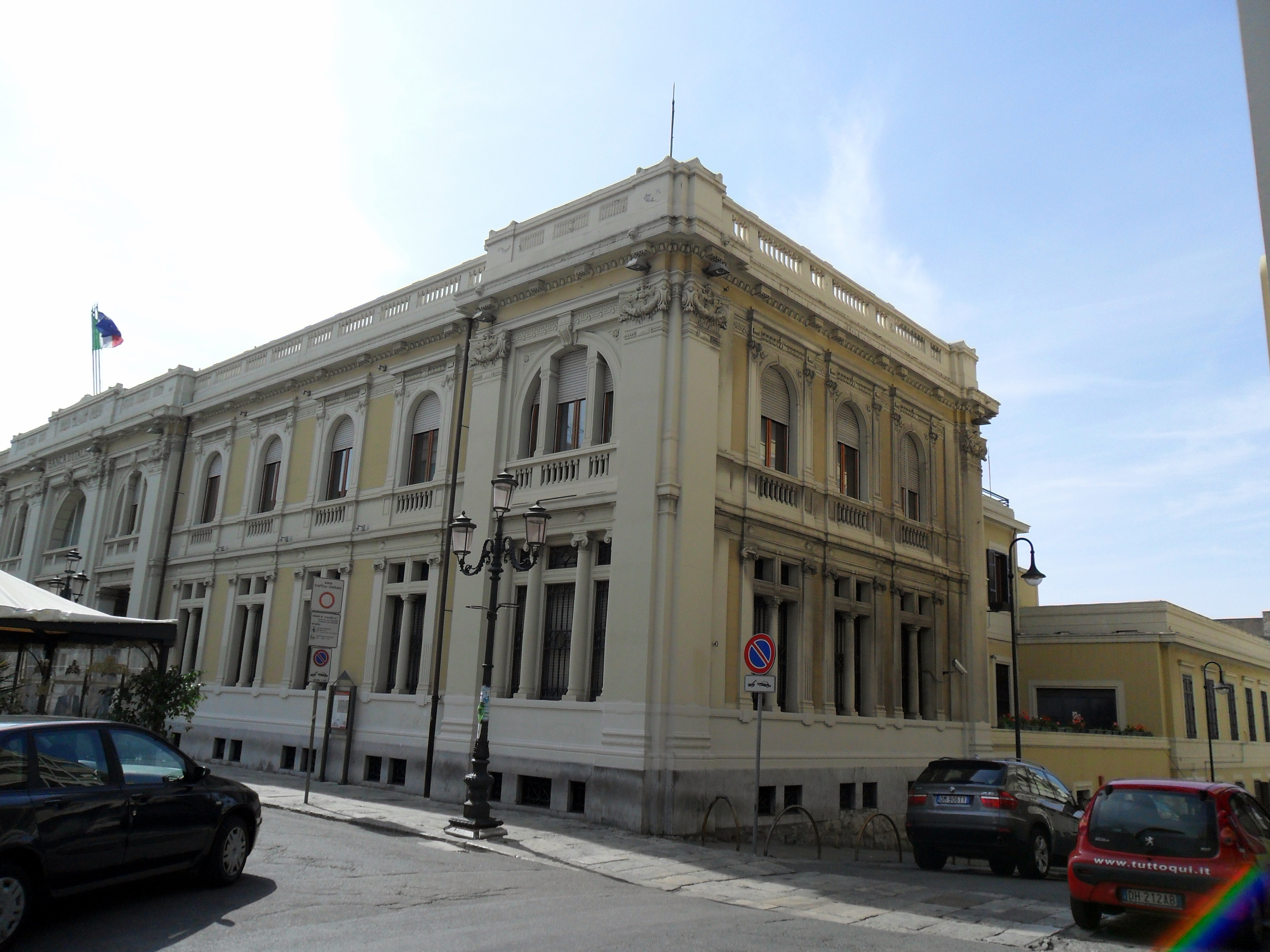
Ecke des Corso Giuseppe Garibaldi und der Via Palamolla

## Geschichte
Die Banca d’Italia zog nach dem Erdbeben am 28. Dezember 1908 in einen zweistöckigen Pavillon auf einem Gelände um, auf dem weitere provisorische Gebäude untergebracht werden sollten, z. B. das Waisenhaus und das Pavillon des Gymnasiums Tommaso Campanella. Das Gelände lag zwischen der Via Possidonea und der Via Torrione in der Nähe des Kreiskrankenhauses, das später abgerissen wurde, um Platz für das wissenschaftlich Gymnasium Leonardo da Vinci zu schaffen. Die Bankniederlassung wurde dann in das neue, heute noch existierende Gebäude verlegt, das, von Bauingenieur B. Accolti Gil projektiert, am Corso Giuseppe Garibaldi errichtet wurde, nachdem am 31. August 1925 ein Brand den Pavillon zerstört hatte.

## Beschreibung
Der Palazzo della Banca d’Italia ist in streng klassizistischem Stil gehalten und stellt ein strenges und kompaktes Bauwerk dar. Das rechteckige Gebäude mit Innenhof hat seine Hauptfassade zum Corso Giuseppe Garibaldi hin, eine breite Front mit Vor- und Rücksprüngen, an der in der Mitte im Putz die formale Episode und der qualifizierende, plastische Knoten zusammenfließen: Leicht vom Mauerwerk vorspringend zeigt der mittlere Abschnitt über dem Sockel eine vollständige Verkleidung mit Glattputz im Erdgeschoss, geöffnet durch eine Reihe von drei Eingangsportalen mit Architraven zum Pronaos, über denen über dem dicken Gesims sich drei große Rundbogenfenster, in Achse mit den Portalen befinden, gerahmt in ionischen Lisenen und versehen mit kleinen Balkonen, die nicht über die Fassade hinausragen, und Balustraden, die mit kleinen Säulen geschlossen sind. Die Loggia zeigt als Bekräftigung und Verstärkung der klassischen Ableitung und des „feierlichen“ Charakters der übernommenen Morphologie im Raum über den Fenstern dekorative Rahmeneinsätze, Medaillons und reliefartige Friese, und ist mit einem Architrav mit oberer Inschrift abgeschlossen. Über dem Vorsprung des Krönungsgesimses, unter dem sich eine grobe Verzahnung befindet, erhebt sich die Brüstung in Mauerwerk der Dachterrasse, die im mittleren Bereich einige florale Dekorationen bereichern. Seitlich neben der Loggia wird die Front in beiden Geschossen durch zwei Fensterachsen unterbrochen, rechteckige Dreifach- und Doppelfenster mit geraden Stürzen, Säulen mit ionischen Kapitellen und seitlichen Lisenen im Erdgeschoss und Rundbogenausführungen mit vorspringendem Gesims darüber und Brüstungen mit kleinen Säulen im Obergeschoss.
Der Stil der Fenster wird identisch an den erstgenannten Fronten an der Via Pallamolla und der Via Biagio Camagna wiederholt, während sich die Ansichten an diesen Straßen wenig über den Ecksektor hinaus über drei Stockwerke mit kleinen Terrassen auf der Höhe des ersten Obergeschosses des Hauptflügels erstrecken und der Stil der Fenster wesentlich vereinfacht erscheint. Die drei Portale im Erdgeschoss führen in die Eingangsgalerie zur öffentlichen Schalterhalle. Die Hauptansicht wird durch das verzierte, vorspringende Traufgesims abgeschlossen und durch die Balustrade der Dachterrasse gekrönt, die sich teilweise gemauert und teilweise mit kleinen Säulen zeigt.